# Ler
 Ikke at forveksle med Ledningsejerregistret (LER).
Ler er en finkornet jordart opbygget af partikler med kornstørrelse mindre end 2 µm og overvejende bestående af lermineraler. Da de enkelte lerpartikler i fugtig tilstand er omgivet af en vandhinde, udviser lerjordarter plasticitet, eller formbarhed, men mister denne plasticitet og bliver hårde og sprøde, når de tørrer ud eller brændes. Rene lermineraler er oftest hvide eller lyse, såsom kaolinit, men de fleste lerforekomster er mørkere pga. urenheder, fx. rødlige eller brunlige pga. indhold af jernoxider, eller sorte pga. organisk indhold.
I forhistorisk tid opdagede menneskene lers evne til at kunne formes og brændes til tegl og keramik, og man har fundet 16.000 år gamle potteskår, mens det ældst kendte skrivemedium er tavler af ler. Ler bruges i dag i stort omfang som råstof i industrien, fx til tegl, papirfremstilling, cementproduktion og kemiske filtre. Af moderne teknisk keramik kan fx fremstilles el-artikler, kunstige knogler, ventiler, kogeplader, skærende værktøj og pumpehjul. Mellem halvdelen og to tredjedele af verdens befolkning bor eller arbejder i bygninger lavet af ler, ofte brændt til mursten, som har stor bæreevne.[kilde mangler]
Ler er almindeligt forekommende, og ler og dens hærdnede modstykke skifer udgør tilsammen 45% af alverdens sedimentaflejringer og -bjergarter. Ler forekommer i mange forskellige sammensætninger, fra meget finkornet plastisk ler, som kan absorbere store vandmængder og derved udvide sig, og som derfor udgør et stort geoteknisk problem inden for bygge- og anlægsvirksomhed, og til moræneler, som foruden ler indeholder store mængder silt, sand og grus.

## Egenskaber
Ler er karakteriseret ved, at det udviser plasticitet og derfor kan formes, når det indeholder vand, fx fra nedbør eller grundvand, mens det bliver hårdt, når det tørres, fx af solen. Lerpartikler reagerer på mængden af omgivende vand ved at optage vand, når dette er til stede, hvorved partiklerne udvider sig - man siger at leren sveller eller kvælder - og ved at afgive vand, når omgivelserne tørrer ud, hvorved leren trækker sig sammen og danner sprækker. For faldende vandindhold skifter lers tilstandsform tilsvarende fra flydende over plastisk til uplastisk, svarende til at konsistensen skifter fra meget stiv over fast til meget blød.:19  Inden for ingeniørgeologi og geoteknik beskriver man en leraflejring vha. konsistensgrænser, nemlig de vandindhold, hvor leret går fra flydende til plastisk tilstandsform, flydegrænsen, og fra plastisk til uplastisk tilstandsform, plasticitetsgrænsen.
Lers plasticitet skyldes, at lerpartiklerne består af lermineraler, aluminiumholdige silikater som forekommer i ganske små og tynde, pladeformede krystaller, som er i stand til at binde kationer og vandmolekyler til sig, i en hinde som omgiver krystallen. Denne binding skyldes, at krystallerne har en negativ elektrisk ladning, især pga. defekter i krystalstrukturen ved krystallens kanter, en ladning som tiltrækker positivt ladede kationer, foruden de dipole vandmolekyler.:90-94  I fugtig ler er disse hinder så tykke, at krystallerne kan bevæges i forhold til hinanden, mens de elektriske kræfter samtidig giver leret en sammenhængskraft eller kohæsion, hvilket tilsammen gør at ler er plastisk. Bindingerne er altså i fugtig ler så tilpas svage, at de enkelte partikler kan bevæges i forhold til hinanden, når man former en klump ler, men samtidig så tilpas stærke, at klumpen herefter beholder sin form. Når lerklumpen tørres, svinder de omgivende hinder ind, så at krystallerne kommer i kontakt med hinanden og danner stærke bindinger, hvorved klumpen bliver hård. Tilsættes igen vand, bliver leret igen opblødt, idet processen er reversibel, så længe temperaturen ikke er for høj.
| Materiale    | Specifik overflade (m2/g) |
| ------------ | ------------------------- |
| Sand         | 0,03                      |
| Silt         | 1                         |
| Kaolinit-ler | 15                        |
| Illit-ler    | 100                       |
| Smektit-ler  | 750                       |

Når ler brændes til lertøj i en keramisk ovn, fjernes vandhinderne helt, og de enkelte lerpartikler bindes stærkt til hinanden, uden mulighed for, at leret senere igen bliver plastisk ved tilsætning af vand, idet vandet blot vil udfylde porerne i det brændte ler. Ved brænding ved højere temperaturer fås stentøj og porcelæn, som er stærkere materialer med endnu tættere struktur, som bl.a. gør dem modstandsdygtige over for frostsprængning.
Lers plastiske egenskaber er tæt knyttet til lerpartiklernes høje specifikke overflade, forholdet mellem partiklernes overfladeareal og rumfang. En ler med høj specifik overflade, se tabel, tillader store mængder vand at binde sig til lerpartiklerne, foruden kationer som natrium, kalium og calcium. Disse kationer kan udskiftes med hinanden, og ler er derfor velegnet til ionbytning. Denne ionbytning, fx mellem kalium og ammonium, har, foruden lerpartiklernes evne til at binde sig til hinanden og danne krummestruktur, stor betydning for jords egnethed til agerbrug, og udnyttes også industrielt.

## Dannelse
Lermineraler dannes langt overvejende ved fysisk og kemisk forvitring af bjergarter bestående af silikater, bl.a. ved hydrolyse med kulsyreholdigt vand stammende fra nedbør og organisk materiale i jordbunden. Ved processen brydes de kemiske bindinger mellem ilt og aluminium i silikaterne, hvorved kationer og silicium frigives til porevandet, samtidig med der dannes en ny slags silikater, nemlig lermineraler.:5-11 
Arten af disse lermineraler afhænger dels af sammensætningen af den bjergart som nedbrydes, kaldet udgangsbjergarten, og dels af klimaet. Den kemiske nedbrydningshastighed stiger til omtrent det dobbelte, når temperaturen stiger med 10 °C, mens store nedbørsmængder fremmer udvaskning af nedbrydningsprodukterne. Når derfor bjergarter rige på feldspat, som fx granit, nedbrydes i nedbørsrigt og varmt klima, dannes overvejende kaolinit, mens nedbrydning under koldere og mere nedbørsfattige forhold af samme bjergart overvejende vil danne illit og smektit. Under meget fugtige forhold udvaskes både silicium og jern i en grad, så at også lermineraler nedbrydes og omdannes til det aluminium-rige mineral gibbsit.:10-11 :130-144 
Man skelner mellem primære og sekundære leraflejringer. De primære fremkommer ved nedbrydning i jordbunden, og de ligger hvor de er dannet. (Et berømt dansk eksempel er de bornholmske kaolin-forekomster ved Rønne, dannet i Jura-perioden ved forvitring af Rønne granit.) De sekundære leraflejringer består af ler, som er blevet skyllet bort fra hvor den er dannet af regn og floder, for at blive aflejret, typisk enten i søer eller i havet.

## Lertyper
Betegnelsen ler har egentlig to betydninger, nemlig dels en jordart domineret af lermineralkorn, fx plastisk ler (som er så finkornet, at den i naturfugtig tilstand føles som håndsæbe eller chokolade) eller smeltevandsler (som sælges ved juletid som juledekorationsler), dels en partikelstørrelse på mindre end 2 µm. Selvom lerjordarter ofte overvejende består af lerpartikler, behøver dette ikke være tilfældet. I moræneler, Danmarks almindeligste overfladenære jordart, er indholdet af lerpartikler normalt 10-40%, mens indholdet af sand og grus er 50-70%. Jordarten kaldes ikke desto mindre moræneler, fordi andelen af lerpartikler skal ned under 10%, før end jordarten ikke længere har leregenskaber, såsom plasticitet og vandbindingsevne.:48 
I naturen forekommer ler med mange forskellige sammensætninger; renest er kaolin, der er dannet ved forvitring af feldspat og næsten udelukkende består af mineralet kaolinit. I den anden ende af skalaen findes moræneler, der indeholder en stor del silt og sand, foruden grus og sten, og som regel også kalk og jernudfældninger. Ler kan navngives på mange forskellige måder. Man kan fx gøre det efter mekanisk eller kemisk sammensætning: surt ler, glimmerler; farve: rødler, blåler; konsistens: plastisk ler, skiferler; termiske egenskaber: ildfast ler, rød- eller gulbrændende ler; oprindelsessted: Brandenler, Cilleborgler, Kalbyler, eller efter anvendelse: klinkerler, pottemagerler, pibeler. Indeholder leret kalk i større mængde, kaldes det mergel, og er det imprægneret med jernspat, opstår lerjernsten. Er leret meget finkornet og plastisk, kaldes det fedt ler eller plastisk ler; er det opblandet med silt eller sand, kaldes det magert ler.:48 

## Anvendelse
Visse lertyper er vigtige råstoffer. Ler anvendes bl.a. til:
- Mursten
- Tegl
- Juledekorationer
- Pottemagerkunst
- Porcelæn
- Fajance
- Klinker
- Keramik
- Vase
- Krukke
- Lerpotte

### Dansk
- Jens Galsgaard (1998): Indføring i Sedimentgeologi, Dansk geoteknisk Forening, Bulletin 12, 154 sider, ISBN 87-89833-06-6.
- Jens Galsgaard, Johnny Fredericia, John Frederiksen, Lisa Jakobsen, Nik Okkels, Peter Stockmarr og Jette Sørensen (2021): Vejledning i Ingeniørgeologisk prøvebeskrivelse. Dansk Geoteknisk Forening, Bulletin 1, revision 2, 190 sider, ISBN 978-87-89833-28-6
- Christian Jacobsen (1987): Skærver, tegl og mosetørv – Råstoffer på Viborgegnen. Viborg Leksikon 5, 47 sider, ISBN 87-87272-18-0 (afsnit Ler s. 23-35)
- Gunnar Larsen (red., 2006): Naturen i Danmark. Geologien, Gyldendal, 549 sider, ISBN 87-02-03027-6

### Engelsk
- Boggs, Sam (2006). Principles of sedimentology and stratigraphy (4th udgave). Upper Saddle River, N.J.: Pearson Prentice Hall. ISBN 0131547283.
- Breuer, Stephen (juli 2012). "The chemistry of pottery" (PDF). Education in Chemistry: 17-20. Hentet 8. december 2020.
- Foley, Nora K. (september 1999). "Environmental Characteristics of Clays and Clay Mineral Deposits". usgs.gov. Arkiveret fra originalen 8. december 2008.
- Guggenheim, Stephen; Martin, R. T. (1995), "Definition of clay and clay mineral: Journal report of the AIPEA nomenclature and CMS nomenclature committees", Clays and Clay Minerals, 43 (2): 255-256, Bibcode:1995CCM....43..255G, doi:10.1346/CCMN.1995.0430213
- Robert D. Holtz og William D. Kovacs (1981): An introduction to geotechnical engineering. Prentice-Hall, 733 sider, ISBN 0-13-484394-0 (Kapitel 4: Clay Minerals and Soil Structure, s. 77-108)
- Klein, Cornelis; Hurlbut, Cornelius S., Jr. (1993). Manual of mineralogy : (after James D. Dana) (21st udgave). New York: Wiley. ISBN 047157452X.
- Leeder, M. R. (2011). Sedimentology and sedimentary basins : from turbulence to tectonics (2nd udgave). Chichester, West Sussex, UK: Wiley-Blackwell. ISBN 978-1-4051-7783-2.
- Murray, H. (2002). "Industrial clays case study" (PDF). Mining, Minerals and Sustainable Development. 64: 1-9. Arkiveret fra originalen (PDF) 20. april 2021. Hentet 8. december 2020.
- Olive, W.W.; Chleborad, A.F.; Frahme, C.W.; Shlocker, Julius; Schneider, R.R.; Schuster, R.L. (1989). "Swelling Clays Map of the Conterminous United States". U.S. Geological Survey Miscellaneous Investigations Series Map. I-1940. Hentet 8. december 2020.
- Nesse, William D. (2000). Introduction to mineralogy. New York: Oxford University Press. ISBN 9780195106916.
- Scarre, C. (2005). The Human Past. London: Thames and Hudson. ISBN 0500290636.
- "What is clay". Science Learning Hub. University of Waikato. Arkiveret fra originalen 3. januar 2016. Hentet 10. januar 2016.
- Summerfield, Michael A. (1991): Global Geomorphology, Longman Scientific & Technical, 537 sider, ISBN 0-582-30156-4.